# Обергургль

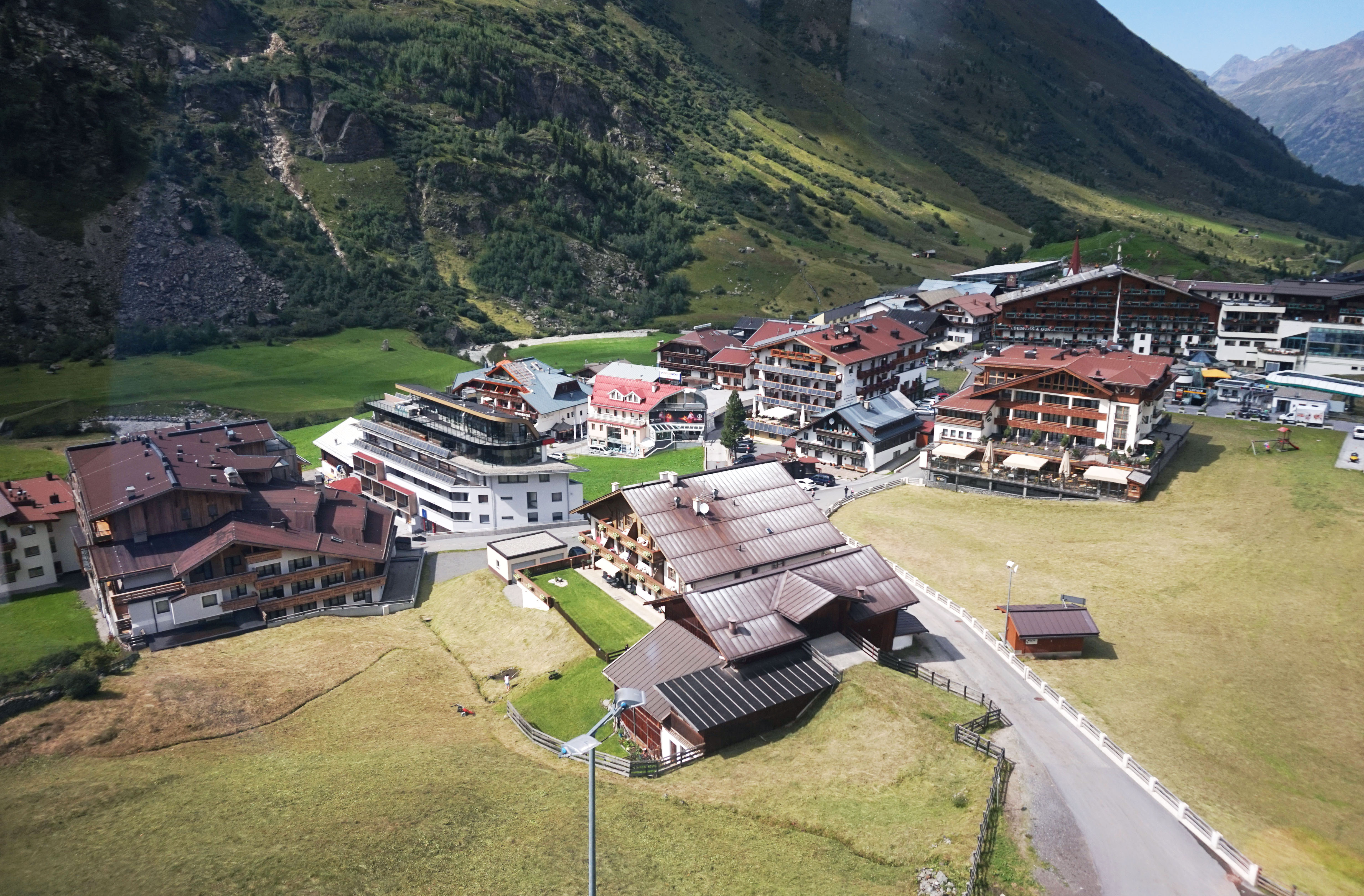

Обергургль (нем. Obergurgl ) — деревня в Эцтальских Альпах, Тироль. Находится на территории муниципалитета Зёльден, постоянное население — около 400 человек. Основная сфера деятельности — туристический бизнес.
Деревня получила известность, когда в 1931 году во время исторического полёта на воздушном шаре, в ходе которого человек впервые поднялся в стратосферу, швейцарский исследователь Огюст Пикар совершил вынужденную посадку на соседнем леднике (нем. Großer Gurgler Ferner).
В Обергургле на высоте 1930 метров находится самый высокогорный церковный приход в Австрии. Церковь была освящена в 1737 году, а в 1967 году достроена по проекту архитектора Клеменса Хольцмайстера.
Обергургль является частью горнолыжной курортной зоны Гургль-Хохгургль в южной части эцтальской долины.